# Hymenopus coronatus
Espèce
Hymenopus coronatus, plus communément appelée mante orchidée, est une espèce d'insectes de la famille des Hymenopodidae, sous-famille des Hymenopodinae, et du genre Hymenopus. Elle fait partie des mantes fleurs (en) de par leurs ressemblances et leurs comportements.

## Description
Cette espèce mesure de 3 à 6 cm. Elle se caractérise par l'éclat de ses couleurs semblable à une fleur blanc-crème et une structure finement adaptée pour le camouflage. Les quatre pattes ressemblent à des pétales de fleurs, imitant celles d'une orchidée. La paire avant dentée étant utilisée, comme chez les autres mantes, pour saisir leur proie. Elle montre un dimorphisme sexuel plus prononcé que toute autre espèce de mante ; les mâles pouvant être moitié moins grands que les femelles. Les nymphes de premier stade imitent les insectes de la famille des Reduviidae, qui avec leur mâchoire puissante en font leur repas. Sa couleur peut varier entre le rose et le brun en fonction de la couleur de l'arrière-plan.

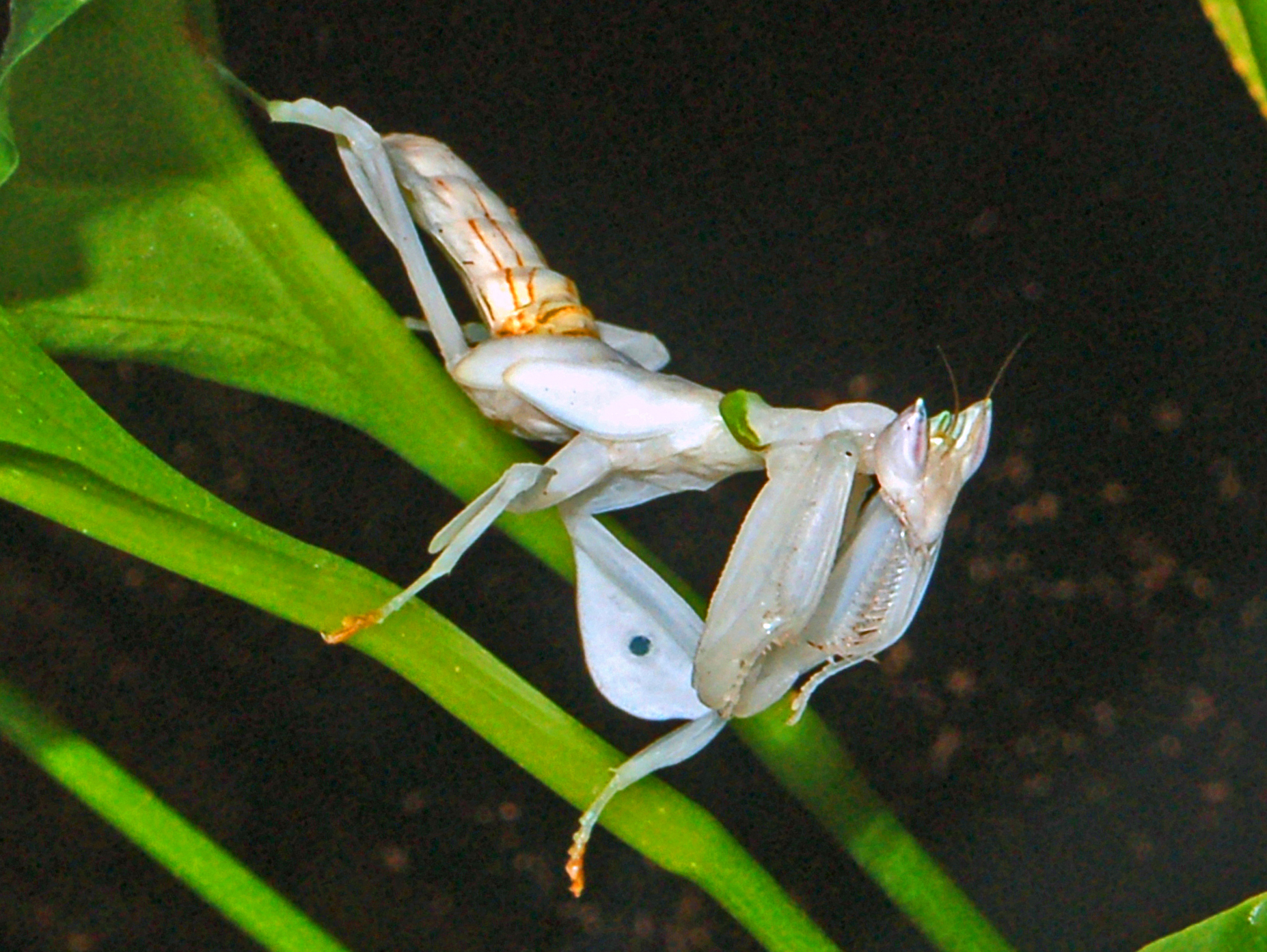
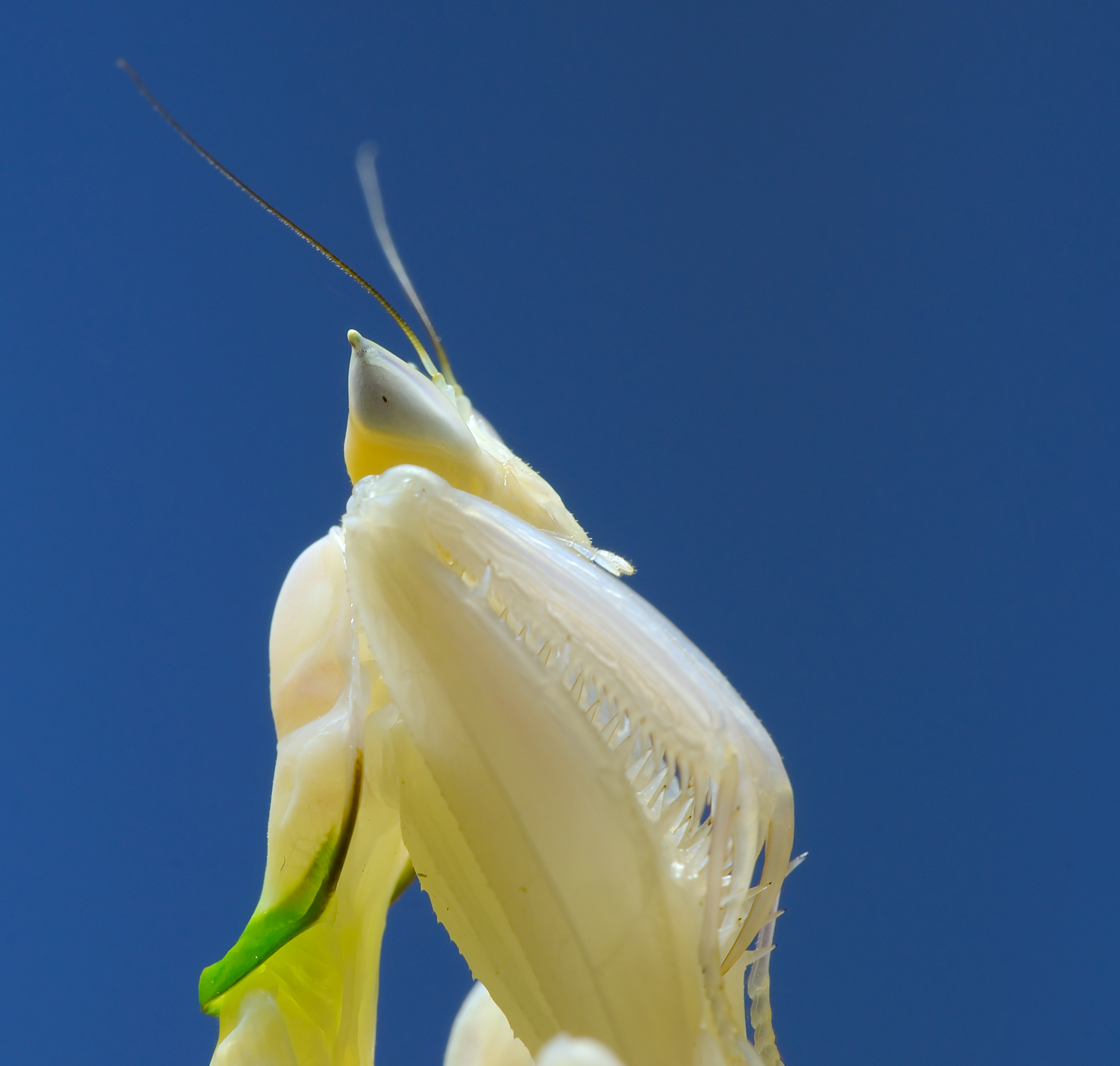
Tête
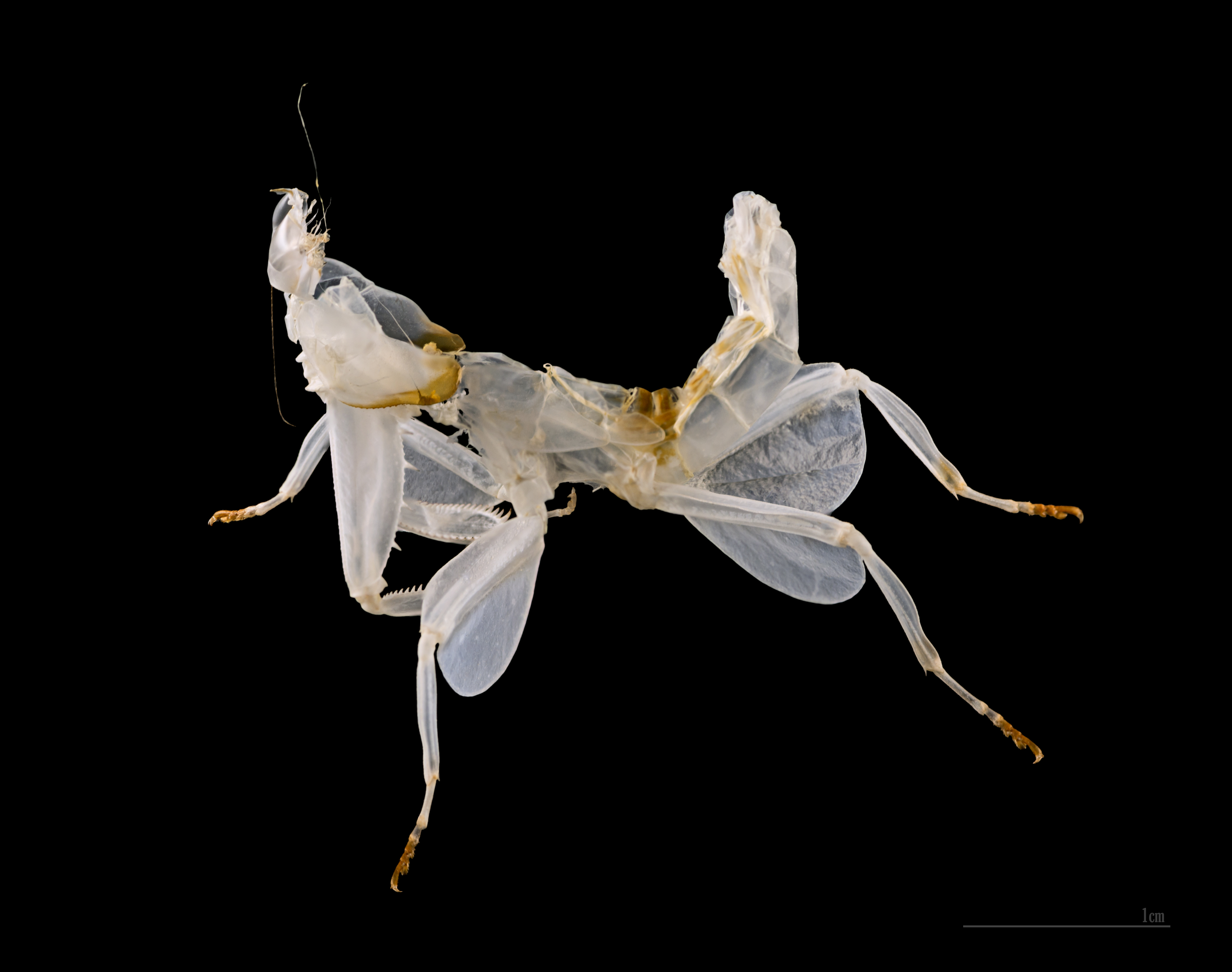
Dernière exuvie - MHNT

## Distribution
On la trouve dans les forêts tropicales d'Asie du Sud-Est comprenant la Malaisie et l'Indonésie.

## Régime alimentaire
Cette mante se déguise en fleur d'orchidée non pour se protéger mais pour mieux piéger ses proies qui viennent sans méfiance butiner leur prédateur. Elle est insectivore, montrant une préférence pour les papillons. Les mantes religieuse peuvent être nourries de blattes, mouches, moustiques et tout autres insectes de taille égale ou inférieure à elle.

## Systématique
L'espèce Hymenopus coronatus a été décrite par l’entomologiste français Guillaume-Antoine Olivier en 1792.

### Synonyme
- Hymenopus bicornis (Stoll)